# Vitval
För andra betydelser, se Beluga
Vitval (Delphinapterus leucas) eller beluga är en tre till sex meter lång tandval som lever i arktiska och subarktiska havsområden.

## Utseende

Storleksjämförelse mellan en större vitval och en medelstor människa.

Vitvalen väger i genomsnitt 1 300 till 1 500 kg och har en blåvit till gräddvit färg. Hannar är vanligtvis större än honor. Längden för hannar går upp till 5,5 meter, medan honor blir upp till 4,1 meter långa. Huvudet är relativt kort och i pannan har den en puckel som blir större med åldern under hela valens liv. Arten saknar ryggfena och har istället en puckel på ryggens bakre del. Ögonen är små och ligger strax bredvid munnen. Vitvalen har ett halvmånformigt blåshål.
Som hos alla valar saknar huden hår. Överhuden är 5–12 cm tjock. Underhuden utgörs, beroende på kön och årstid, av ett 4–27 cm tjockt fettskikt.
Nyfödda vitvalar är gråa eller bruna, men senare ändrar sig färgen gradvis till blågrå till dess att djuret är cirka fem år gammalt. Under sommaren kan vissa individer ha en mera gulaktig hud. Under denna period kallas de för "blue". Senare blir de helt vita.
Honan har två spenar som ligger på varje sida om den långsträckta öppningen som leder fram till könsorganen. I denna öppning ligger även slutet av urinröret och djurets anus. Hanens testiklar ligger inte i ett scrotum utan inne i buken. Individerna får sina första tänder när de är två år gamla. Ett år senare är inte alla tänder synliga och antalet tänder kan variera mellan olika exemplar. Som mest har hela tanduppsättningen 40 tänder. Tänderna och de hårda läpparna används bara för att hålla bytet innan det slukas med hjälp av tungan men vitvalen tuggar inte.
Lätet som används för ekolokaliseringen skapas på två olika sätt. Antingen pressas luft genom en utvidgning av kanalen som slutar i blåshålet eller det skapas i struphuvudet. I det senare fallet utför en muskel (Musculus palatopharyngeus) vid svalget rytmiska rörelser. Samtidig är en del av valens melon och olika ben i kraniet aktiv. Frekvensen som klickljudet har kan varieras. Vitvalen saknar däremot stämband i struphuvudet. Artens magsäck är indelad i tre segment vilket medför en snabb ämnesomsättning. En blindtarm förekommer inte.

## Utbredning
Vitvalar lever i havsområden vid kusterna av Alaska, Kanada och Ryssland. I Europa förekommer djuret bara vid Nordkap, i Barents hav, runt Kolahalvön, Frans Josefs land och Spetsbergen. Under vandringen når den ibland Island, Storbritannien och till och med Östersjön. Vandringar i floder är ganska vanlig. I nästan alla sibiriska floder observeras vitvalar.

## Ekologi
Som föda har vitvalar ett stort antal olika djurarter, t.ex. bläckfiskar, musslor och kräftdjur men också fiskar som torsk och laxar. Under jakten dyker de till tio meters djup och letar på havsbotten efter födan, ibland når de 300 meters djup. Jakt i öppet vatten förekommer också. Under vandringarna letar dessa valar troligtvis efter nya näringskällor, parningsställen eller platser för att föda.
Vitvalar lever i små grupper som vanligen bildas av individer från samma kön eller ålder. Under sommaren förenas flera grupper till kolonier med hundratals eller ibland tusentals individer. För kommunikationen har de olika läten.
Belugans naturliga fiender utgörs av späckhuggaren och isbjörnen. Vitvalen undflyr ofta angrepp av späckhuggare genom sin goda hörsel. Isbjörnen får tag i belugan när den dyker upp vid hål i havsisen för att andas. I sällsynta fall faller en individ offer för en valross eller i Saint Lawrenceviken för en vithaj.
Hannarna blir könsmogna efter sju till nio år, honorna efter fyra till sju år. Honor parar sig vanligen vart tredje år, parningen sker oftast mellan februari och maj men i varmare vatten förekommer parningen även vid andra tider. Parningen sker mest i närheten av flodmynningar då vattnet där är nästan tio grader varmare än i havet. Ibland samlar sig flera tusen individer vid denna tid. 1974 räknade man vid floden Mackenziefloden  i norra Kanada mer än 5 000 belugas.
Dräktighetstiden är från 12 till omkring 14 månader. Nyfödda ungar är mellan 1,40 och 1,70 m långa och väger 45 till 75 kg (genomsnitt 66 kg). I början håller de sig alltid i närheten av mamman, ofta med kroppskontakt. Ungarna diar tills de är två år gamla. Därefter stannar de vanligtvis med modern i två år till innan de blir självständiga.
Ungen börjar tidigast efter ett år med fast föda. En vitval kan leva 20 år och enstaka exemplar blir lite äldre än 30 år. Många vitvalar dör när tänderna är sönderslitna.

## Vitvalar och människan

### Status och hot
Som de flesta valar har också vitvalen jagats. Idag sker kommersiell jakt på vitval bara i norra Ryssland. Inuiter jagar djuret för dess kött, fett och tran (omkring 180 liter per val). Även huden, som kallas "muktuk" är starkt eftertraktad. Den kommersiella jakten från andra länder har minskat, huvudsakligen på grund av den höga halten kvicksilver i köttet. Under mätningar som genomfördes 1970 var den då 5 ppm (miljondelar).
Turism i form av valskådning vid Alaskas och Kanadas kuster hjälper också till att minska jakten. Ett problem är däremot utvinningen av petroleum i arktiska havsområden. Vitvalarna störs av den mänskliga aktiviteten och deras miljö kan bli förorenad.

### Namn
Vitvalen kallas även för beluga vilket betyder "vit" på ryska.